# Студенческий городок (Липецк)
Студе́нческий городо́к — жилой район (улица квартального типа) в Октябрьском округе Липецка. Находится в квартале улиц Водопьянова, Папина, Достоевского и проезда Строителей.
В начале 1970-х в районе нового строительства в конце улицы Папина были возведены здания для строительного и машиностроительного техникумов («переселившихся» сюда с Новолипецка и Тракторного), а также для вновь образованных трёх профессионально-технических училищ. Здесь же построили и жилые здания, образовав тем самым микрорайон, получивший нынешнее имя.
Планировалось двум новым безымянным улицам, ограничивающим городок с запада и севера, дать имена космонавтов Г. Т. Добровольского и В. Н. Волкова, погибшим в 1971 году. Но наименование не состоялось и почти все здешние строения так и остались адресованы непосредственно по Студенческому городку.
Позже одна из этих улиц получила имя Водопьянова (в 1982 году), а другая названа проездом Строителей (в 1984 году).
Кроме вышеуказанных техникумов и училищ, в городке находится представительство Российского государственного гуманитарного университета. В доме № 6 по ул. Папина расположено областное училище искусств (в прошлом — музыкальное училище). По адресу: Студенческий городок, 5, — родильный дом.

## Транспорт
- авт. 2т, 9т, 27, 28, 30, 300, 306, 308к, 320, 321, 323, 324, 330, 343, 345, 347, 352, 359, 378, ост.: «Музыкальное училище»; авт. 2т, 9т, 30, 300, 306, 320, 321, 323, 330, 343, 345, 359, 378, ост.: «Дом художника».